# Făgăraș
Făgăraș (fəɡəˈraʃ; tysk: Fogarasch, Fugreschmarkt, ungarsk: Fogaras) er en by i det centrale Rumænien, beliggende i distriktet Brașov. Den ligger ved floden Olt og havde 28.330 indbyggere i 2011. Den ligger i den historiske region Transsylvanien og er hovedbyen i en subregion, Țara Făgărașului.

## Geografi
Byen ligger ved foden af Făgăraș Bjergene, på deres nordlige side, og hovedvejen DN1 går gennem byen Den ligger 66 km vest for Brașov og 76 km øst for Sibiu. På den østlige side af byen, mellem en forladt mark og en tankstation, ligger Rumæniens geografiske midtpunkt ved 45°50′N 24°59′Ø / 45.833°N 24.983°Ø.
Olt-floden løber fra øst til vest på nordsiden af byen, og dens venstre biflod, Berivoi, udmunder i Olt på vestsiden af byen efter at have modtaget vandet fra Racovița-floden. Berivoi og Racovița blev brugt til at føre vand til et sidenhen lukket stort kemisk anlæg i udkanten af byen.